# Charles Rupied
Charles Rupied (* 30. September 1762 in Lunéville; geboren Charles Joseph Rupied; † 12. Februar 1824 in Alt-Saarbrücken) war Kaufmann, Kommunalpolitiker und letzter französischer Bürgermeister von Alt-Saarbrücken (1814–1815).

## Herkunft und Leben
Sein Vater war der lothringische Schatzmeister Charles François Julien Rupied. Er betätigte sich seit 1798 als Kaufmann in Saarbrücken und heiratete Madeleine geb. Grandidier aus seiner Geburtsstadt. Seit 1805 hielt er das Salzmonopol für das Saarbrücker Gebiet.

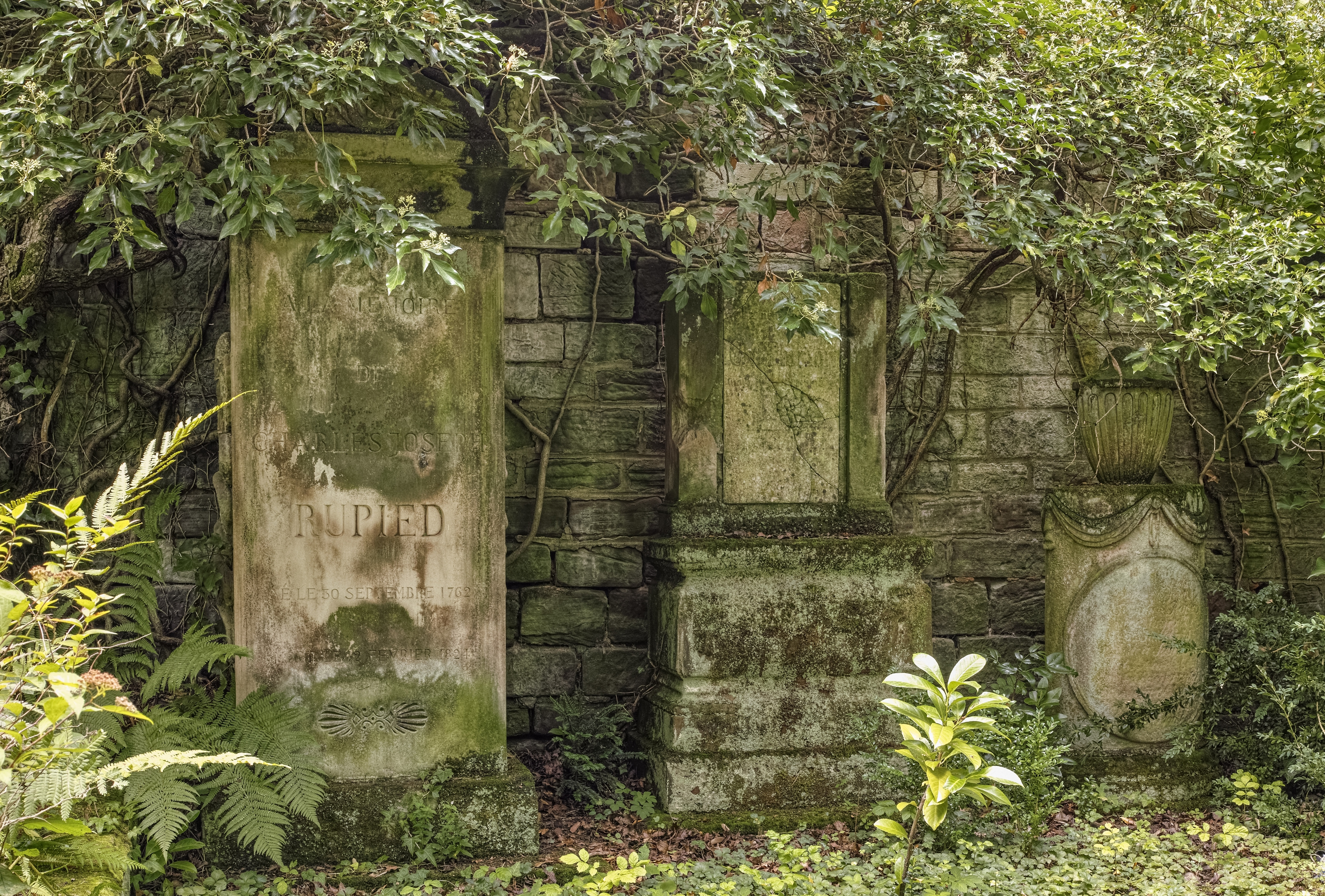
Ehrengrab von Charles Rupied auf dem Friedhof Alt-Saarbrücken

Sechzig Jahre nach seinem Tod wurde für Charles Rupied 1884 ein Ehrengrab auf dem Friedhof Alt-Saarbrücken errichtet.

## Öffentliche Ämter
Am Ende des Ersten Koalitionskrieges wurde Saarbrücken Kantongemeinde unter französischer Verwaltung im 1798 errichteten Département de la Sarre. Charles Rupied wurde am 6. November 1804 zum 1. Beigeordneten (frz. adjoint) im Stadtrat ernannt. Kaum gewannen die Preussen in den Wirren der Befreiungskriege wieder kurzzeitig die Oberhand, folgte im März 1814 seine Entlassung durch die alliierte Besatzungsmacht. Am 9. Juli 1814 setzten ihn die Franzosen gleichwohl wieder ein und ernannten ihn am 23. September 1814 zum provisorischen Bürgermeister (Maire), seine Amtseinführung folgte am 3. Dezember 1814. Am 24. Dezember 1814 wurde er in Sarreguemines vereidigt. Nach den Beschlüssen des Wiener Kongresses bis zum 9. Juni 1815 wurde der Einfluss Frankreichs wieder auf die Grenzen von 1790 reduziert, Saarbrücken fiel endgültig an Preußen. Rupied quittierte diese Entwicklung am 12. Juli 1815 mit seinem Amtsverzicht.

## Ehrungen
Mitglied der Saarbrücker Casinogesellschaft